# 沙斯塔湖 (加利福尼亚州)
沙斯塔湖（英語：Shasta Lake），是美国加利福尼亚州沙斯塔县下属的一座城市。建市于1993年7月2日，面积大约为10.92平方英里（28.3平方公里）。根据2010年美国人口普查，该市有人口10,164人。